# Aurora Quezon
Aurora Antonia Aragón y Molina, vd.ª de Quezon (19 de febrero de 1888 – 28 de abril de 1949) fue una enfermera filipina, esposa del presidente de Filipinas Manuel L. Quezon y primera dama de Filipinas (filipino: Unang Ginang) entre los años 1935 y 1944.

## Biografía
Aurora nace en la ciudad de Baler entonces provincia de Tayabas fruto del matrimonio celebrado entre Zeneida Molina y Pedro Aragón.
Su padre fue encarcelado por ser un miembro del Katipunan, falleciendo en cautiverio.
De su matrimonio con Manuel Quezon tuvo cuatro hijos: María Aurora, María Zeneida, Luisa Corazón Paz y Manuel.
Cinco años después de la muerte de su marido, Aurora y su hija "Baby" fueron asesinadas por el Ejército Popular de Liberación (Hukbong Mapagpalaya ng Bayan), brazo armado del Partido Comunista de Filipinas (Partido Komunista ng Pilipinas), cuando iban a inaugurar un hospital dedicado a su marido en Baler.

## Reconocimiento
Manuel Quezon y Aurora son los únicos cónyuges que dan nombre a provincias de Filipinas:
- Provincia de Aurora, creada en 1951 como subprovincia por el presidente Elpidio Quirino, comprendiendo su ciudad natal, Baler. En 1978, Aurora se convirtió en provincia separada de Quezon.
- Aurora Boulevard, carretera que comunica Ciudad Quezon con Manila fue renombrada en su honor en 1951.

## Causa de beatificación
Reverendo Honesto Ongtioco, Obispo de la Diócesis de Cubao, abrió su causa de beatificación a través de una investigación diocesana y ya se encuentra en las etapas preliminares de la investigación diocesana, pero aún no ha recibido el decreto nihil obstat de la Congregación para las Causas de los Santos. Ahora tiene el título póstumo de Sierva de Dios.